# 大伴榎本大国
大伴榎本 大国（おおとものえのもと の おおくに）は、飛鳥時代の人物。姓は連。壬申の乱の功臣。

## 経歴
大伴榎本氏（のち榎本氏）は大伴氏の同族で、大伴狭手彦の後裔と想定される。
壬申の乱が勃発した際、吉野宮にいた大海人皇子（のちの天武天皇）は兵力を持たず、使者を出して美濃国で兵を集めさせつつそちらに向かった。始め、6月24日の出発時、従う男子は20数人にすぎず、菟田（大和国宇陀郡）で大伴馬来田や土師馬手の合流を得ても、30人前後だったと推測される。同日中に甘羅村を過ぎたところで、一行は大伴榎本大国に率いられた猟師20数人と出会った。大国らはすぐに一行に加わった。猟師は武器を携え使い慣れているので、このときの一行にとって心強い味方だったと想像できる。結局この脱出行で戦闘はおきず、その後の大国の活動について記録はない。

## 学説
民俗学者の柳田國男は、大国が率いた猟師は吉野の国栖（吉野の山の住民）ではないかという説を唱えた。後世、大友皇子に追われて一人山中に逃れた天武天皇が、国栖の翁なる人に会って祝福されたという伝説が作られたが、これもそれに関係したものかという。